# Montes Derryveagh
Los montes Derryveagh (gaélico, Cnoic Dhoire Bheatha) son una cordillera en el condado de Donegal, República de Irlanda. Abarcan la mayor parte de la superficie de Donegal, y son la zona de Irlanda con la menor densidad de población. Separan las partes costeras de Donegal como Gweedore y Glenties de los centros tierra adentro como Ballybofey y Letterkenny.